# لاورينت ديلورغي
لاورينت ديلورغي (21 يوليو 1979 بلوفان في بلجيكا - ) هو لاعب كرة قدم بلجيكي في مركز الوسط. شارك مع منتخب بلجيكا تحت 21 سنة لكرة القدم. أما مع النوادي، فقد لعب مع أدو دين هاغ وأياكس أمستردام ورودا ياي سي وكوفنتري سيتي وليرس ونادي رويال أندرلخت ونادي غينت وWavre Sports FC ‏.

## وصلات خارجية
- لاورينت ديلورغي على موقع الاتحاد الأوربي (الإنجليزية)
- لاورينت ديلورغي على موقع قاعدة بيانات كرة القدم.إي يو (الإنجليزية)
- لاورينت ديلورغي على موقع Soccerway.com (الإنجليزية)
- لاورينت ديلورغي على موقع عالم كرة القدم.نت (الإنجليزية)